# Stephan Ackermann

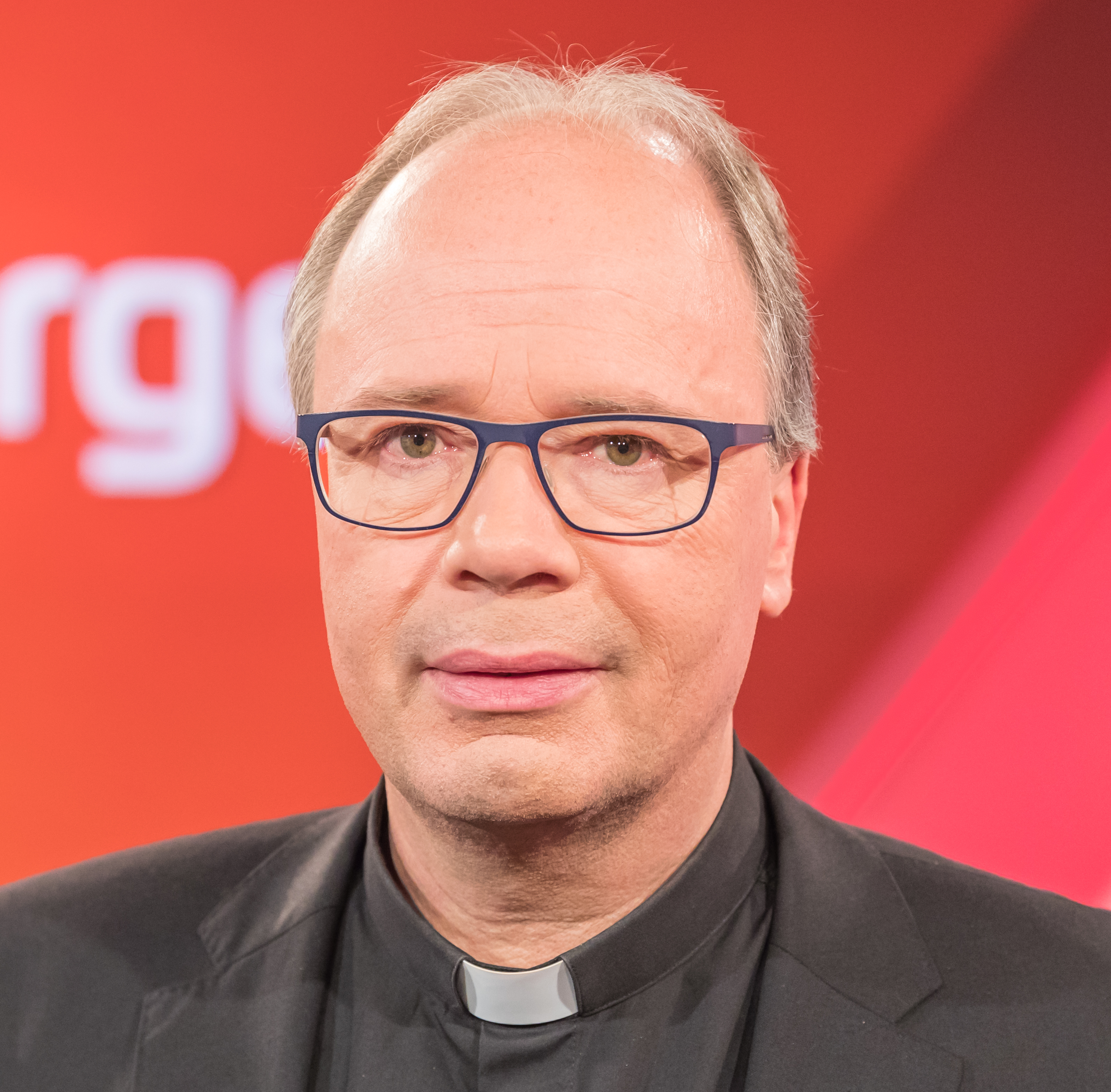
Bischof Stephan Ackermann, 2018

Bischofswappen

Stephan Ackermann (* 20. März 1963 in Mayen) ist ein deutscher römisch-katholischer Geistlicher. Er ist seit Mai 2009 Bischof von Trier. Von 2010 bis Ende September 2022 war er Missbrauchsbeauftragter der Deutschen Bischofskonferenz.

## Kindheit und Ausbildung
Ackermann wurde in Mayen geboren und wuchs in Nickenich auf. Nach dem Abitur am Kurfürst-Salentin-Gymnasium in Andernach studierte er ab 1981 Katholische Theologie und Philosophie an der Theologischen Fakultät Trier und seit 1983 an der Päpstlichen Universität Gregoriana. Am 10. Oktober 1987 empfing Ackermann durch den Bischof von Rottenburg-Stuttgart Georg Moser in der Kirche Sant’ Ignazio in Rom die Priesterweihe für das Bistum Trier. 1989 erhielt er an der Gregoriana das Lizentiat der Theologie und war anschließend bis 1991 Kaplan in Bad Breisig.
Von 1991 bis 1998 war Ackermann Subregens am Trierer Priesterseminar und seit 1996 Domvikar am Trierer Dom. 1999 wurde er Regens und Dozent für spirituelle Theologie an der Priesterausbildungsstätte Studienhaus St. Lambert in Grafschaft-Lantershofen nahe Ahrweiler. Gleichzeitig arbeitete er seit 1998 an einer Promotion in Dogmatik, die er 2001 mit einer Dissertation zum Thema Kirche als Person. Zur ekklesiologischen Relevanz des personal-symbolischen Verständnisses der Kirche an der von Jesuiten geleiteten Philosophisch-Theologischen Hochschule Sankt Georgen in Frankfurt am Main abschloss. Papst Benedikt XVI. verlieh ihm im November 2005 den Titel Kaplan Seiner Heiligkeit.

## Laufbahn und Positionen
Am 14. März 2006 wurde er von Benedikt XVI. zum Titularbischof von Sozopolis in Haemimonto und zum Weihbischof im Bistum Trier ernannt. Die Bischofsweihe spendete ihm der damalige Bischof von Trier, Reinhard Marx, am 14. Mai 2006 im Trierer Dom; Mitkonsekratoren waren Ackermanns emeritierter Vorgänger Leo Schwarz und Felix Genn, damals Bischof von Essen und bis 2003 ebenfalls Weihbischof in Trier. Aus Anlass seiner Bischofsweihe suchte sich Ackermann den Wahlspruch In lumine tuo Domine („In deinem Licht, Herr“) aus, der die Kurzfassung des Verses Ps 36,10  ist.
Am 8. April 2009 ernannte ihn Papst Benedikt XVI. zum 103. Bischof von Trier. Die Amtseinführung fand am Sonntag, dem 24. Mai 2009, durch den Metropoliten der Kölner Kirchenprovinz, Joachim Kardinal Meisner, statt. Den im Reichskonkordat vorgeschriebenen Treueeid für sich und seinen Klerus gegenüber dem deutschen Staat und dem Land Rheinland-Pfalz legte er am 8. Mai 2009 in Mainz beim damaligen Ministerpräsidenten Kurt Beck ab.

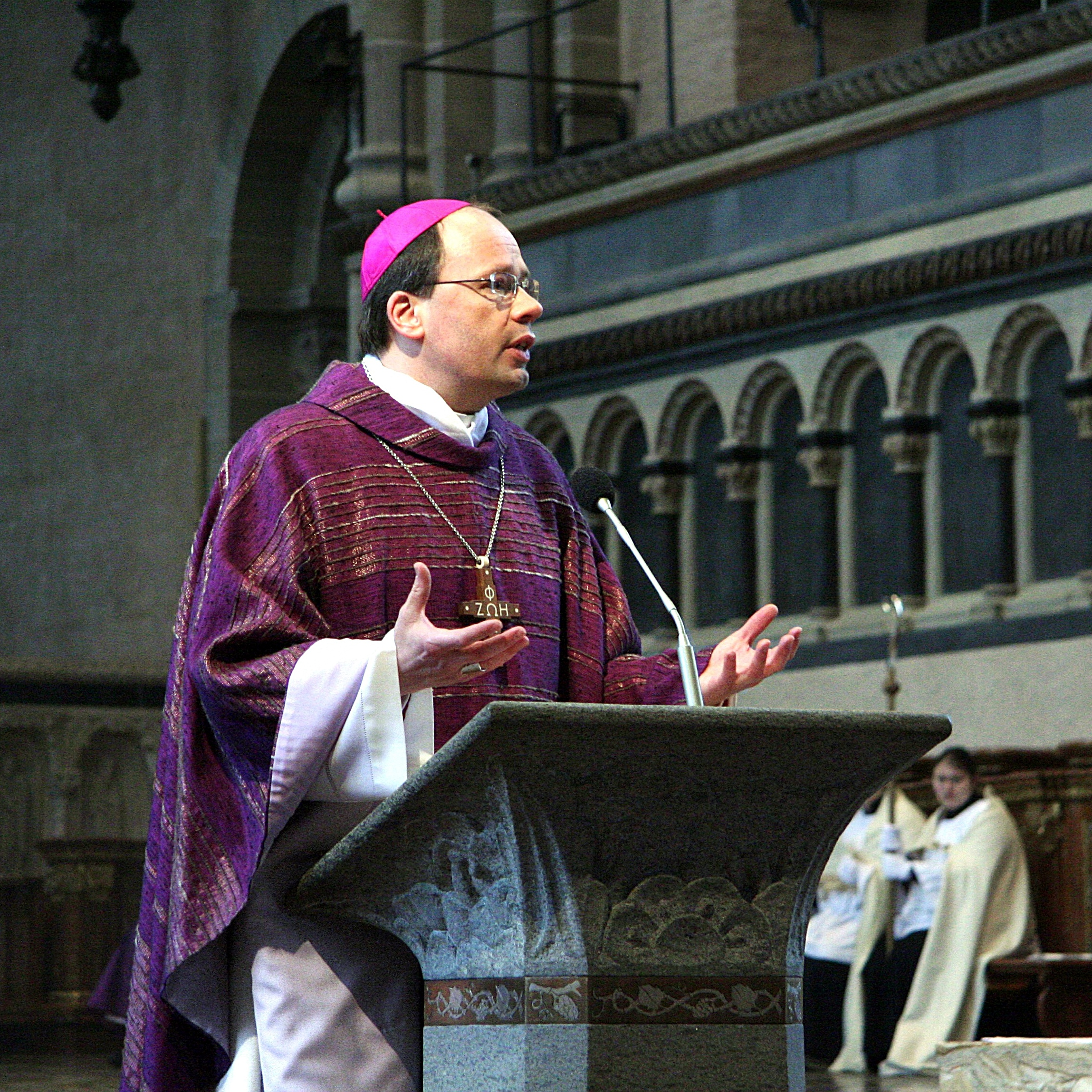
Bischof Stephan Ackermann im Dom zu Trier

Von 2008 bis 2019 war Ackermann Vorsitzender der Deutschen Kommission Justitia et Pax.
2009 stellte Ackermann den in Südafrika tätigen romkritischen Eifeler Priester Stefan Hippler („Der Papst soll den Gebrauch von Kondomen endlich zulassen!“) für den weiteren Einsatz im Erzbistum Kapstadt frei; Hippler konnte fünf weitere Jahre in Südafrika bleiben und sich dort für den Auf- und Ausbau von Hilfsprojekten für AIDS-Infizierte engagieren im Auftrag des dortigen Erzbischofs. Manche interpretierten diesen Schritt als „Abgrenzung“ oder „Gegenposition“ zur Bischofskonferenz oder zur römischen Kirchenleitung.
Im September 2012 ernannte Papst Benedikt XVI. Ackermann zum Mitglied im päpstlichen Rat für Gerechtigkeit und Frieden. Ackermann ist Mitglied im Vorstand des Deutschen Liturgischen Institutes. In der Deutschen Bischofskonferenz ist er Vorsitzender der Liturgiekommission und gehört der Kommission Weltkirche an.
Am 29. Juni 2012 rief Ackermann eine Bistumssynode aus, die sich am 13. und 14. Dezember 2013 konstituierte. Es war die erste Synode im Bistum Trier seit fast 50 Jahren.
Im Februar 2014 befürwortete Ackermann nach dem Ergebnis einer Umfrage im Vorfeld der außerordentlichen Bischofssynode Reformen der katholischen Sexualethik. Er erklärte, die katholische Kirche müsse sich neu mit den wiederverheirateten Geschiedenen auseinandersetzen und „die Frage nach einer Möglichkeit zur Wiederzulassung zu den Sakramenten konstruktiv und weiterführend aufgreifen“.
Ferner sagte er, die katholische Kirche könne nicht ignorieren, wenn durch eine eingetragene Lebenspartnerschaft Treue und Verantwortung gestützt würden.
Im Oktober 2022 befürwortete Ackermann bei einer SWR-Podiumsdiskussion in Trier Änderungen in der lehramtlichen Sexualmorallehre in Bezug auf queere Menschen. Sie müssten von Anfang an als schöpfungsgewollt in der Kirche mit dazugehören, und es dürfe nicht sein, dass sich Menschen als „Schadensfall der Schöpfung“ empfänden und als etwas nicht Vorgesehenes, wenn sie die Lehre der katholischen Kirche hörten.
Optimistisch äußerte sich Ackermann im Dezember 2024 zur Zulassung von Frauen zum Diakonat; allerdings rechne er nicht mit einer Entscheidung unter Papst Franziskus.

### Missbrauchsbeauftragter, 2010–2022
Am 25. Februar 2010 wurde Ackermann von der Deutschen Bischofskonferenz zum Missbrauchsbeauftragten ernannt, nachdem sexueller Missbrauch in der katholischen Kirche in Deutschland publik geworden war. Er ist mit Unterstützung eines bei der Bischofskonferenz eingerichteten Büros zentraler Ansprechpartner für alle Fragen im Zusammenhang des sexuellen Missbrauchs Minderjähriger im kirchlichen Bereich in Deutschland. In seiner bisherigen Zeit in dieser Funktion wurden die Leitlinien für den Umgang mit sexuellem Missbrauch Minderjähriger durch Kleriker, Ordensangehörige und andere Mitarbeiter im Bereich der Deutschen Bischofskonferenz überarbeitet. Ebenso wurde eine neue Rahmenordnung Prävention von sexuellem Missbrauch an Minderjährigen im Bereich der Deutschen Bischofskonferenz auf den Weg gebracht.
Im März 2012 berichtete Der Spiegel, Ackermann beschäftige in seinem Bistum sieben pädophile und zum Teil vorbestrafte Priester weiterhin als Seelsorger. Dies wurde von Kirchenmitarbeitern und Opfern als unhaltbar kritisiert. Die Deutsche Bischofskonferenz wies diesen Bericht zurück. Man handele gemäß den Leitlinien und beschäftige die betroffenen Personen nach einem forensischen Gutachten in Bereichen ohne Kontakt zu Kindern und Jugendlichen.
Kurz darauf wurde berichtet, ein betroffener Priester habe einen Gottesdienst gefeiert, bei dem auch Kommunionkinder anwesend waren. Nach Darstellung des Bistums geschah dies entgegen den Auflagen; der Priester habe nicht gewusst, dass sich in diesem Gottesdienst auch Kinder vorstellen würden.
2012 sah Ackemann Klärungsbedarf bei der Frage, ob und wie jemand weiter glaubwürdig als Priester arbeiten könne, wenn er „Missbrauchstäter“ geworden ist. Im Jahr 2013 sollten die Leitlinien, wie 2010 angekündigt, noch einmal überprüft werden. Aus Anlass der Heilig-Rock-Wallfahrt 2012 in Trier sprach sich Ackermann für eine Verschärfung der Leitlinien aus. Die bisherige Praxis, verurteilte Täter unter Auflagen weiterzubeschäftigen, möchte er demnach ändern, da man dadurch die Seelsorger der römisch-katholischen Kirche einem Generalverdacht aussetze und ihre Arbeit diskreditiere.
Im April 2019 erhob der Kriminologe Christian Pfeiffer gegen Ackermann schwere Vorwürfe. Bei der sechs Jahre zuvor beendeten Missbrauchsstudie soll es zu vermehrten Kontrollwünschen und zu Zensur kirchlicherseits gekommen sein. Im Zuge des Scheiterns wurde Pfeiffer nach seiner Aussage ein Schweigegeld von 120.000 Euro angeboten. Nachdem er dies abgelehnt hatte, soll es einen Nötigungsversuch gegeben haben, indem Ackermann ihm mit massiver öffentlicher Diskreditierung gedroht habe.

## Rücktrittsforderungen, seit 2021
Im Mai 2021 forderte die Missbrauchsopfer-Initiative im Bistum Trier MissBit e. V.  Ackermann auf, zurückzutreten, weil er sich beim Ökumenischen Kirchentag in Frankfurt am Main bei einer Podiumsdiskussion über „Aktivisten“ in Betroffenenbeiräten beschwert hatte, die immer wieder die Finger in die Wunden legten und dies auch noch „politisch öffentlich“. Nach massiver Kritik von Missbrauchsopfern entschuldigte sich Ackermann öffentlich über Twitter.
Im Dezember 2021 forderte die Initiative Ackermann erneut auf, zurückzutreten, nachdem der Spiegel in einer Titelgeschichte über Missbrauch im Bistum Trier berichtet hatte. Ackermann verwies auf jahrelange Aufarbeitung im Bistum und lehnte den Rücktritt ab.
Im April 2022 wurden erneut Rücktrittsforderungen gegenüber Ackermann erhoben, nachdem er den Klarnamen eines Missbrauchsopfers aus dem Bistum Trier (bekannt unter dem Pseudonym „Karin Weißenfels“) im Rahmen eines Hearings unter 40 Kolleginnen und Kollegen der Betroffenen genannt und das Opfer somit geoutet hatte. Das Opfer war zuvor von Trierer Priestern zum Schwangerschaftsabbruch gedrängt worden. Ackermann musste nach dem Outing eine Unterlassungserklärung unterschreiben. Die Trierer Grünen-Bundestagsabgeordnete Corinna Rüffer bezeichnete die Vorgehensweise von Ackermann als „brutal“. Kerstin Claus, Missbrauchsbeauftragte der Bundesregierung, kritisierte das Vorgehen von Ackermann als „besonders gravierend, weil viele im Bistum Trier die Betroffene als Kollegin dadurch identifizieren könnten“.
Am 18. Mai 2022 gab Ackermann bekannt, ab September 2022 nicht mehr Missbrauchsbeauftragter sein zu wollen. „Das Thema“ solle „breiter“ aufgestellt werden, „damit er künftig nicht als einziger Bischof dafür zuständig sei“. Am 28. September 2022 wählte die Deutsche Bischofskonferenz bei ihrer Herbstvollversammlung in Fulda den Aachener Bischof Helmut Dieser zu Ackermanns Nachfolger als Missbrauchsbeauftragter.
Anfang September 2023 wurde Ackermann zur Zahlung von 20.000 Euro Schmerzensgeld an eine wegen Missbrauchs traumatisierte Angestellte des Bistums verurteilt. Das Urteil wurde im November 2023 rechtskräftig.

## Veröffentlichungen (Auswahl)
- Kirche als Person: Zur ekklesiologischen Relevanz des personal-symbolischen Verständnisses der Kirche (= Studien zur systematischen und spirituellen Theologie. Band 31). Echter, Würzburg 2001, ISBN 978-3-429-02302-7 (Dissertation).
- Nicht von dieser Welt, aber in dieser Welt: Ein Programm nur für die Kirche? Reflexionen im Anschluss an die Rede von Papst Benedikt XVI. am 25. September 2011 im Konzerthaus in Freiburg [= Ansprache beim Martinsempfang des Katholischen Büros am 14. November 2011 in Mainz]. Altius-Verlag, Erkelenz 2011, ISBN 978-3-932483-50-9.
- Gott blickt uns an: Ein Begleiter für die weihnachtliche Zeit. Herder, Freiburg 2013, ISBN 978-3-451-32697-4.
- Religionsfreiheit im Brennpunkt: Historische Bezüge und aktuelle Fragestellungen. [= Vortrag auf Einladung der Union Stiftung im Festsaal des Saarbrücker Schlosses am 18. Februar 2014]. Conte-Verlag, St. Ingbert 2014, ISBN 978-3-95602-030-8.
- Leben heißt sich geben: Ein Begleiter durch die Fasten- und Osterzeit. Katholisches Bibelwerk, Stuttgart 2016, ISBN 978-3-460-27188-3.
- mit Christian Heckmann und Daniela Mohr-Braun (Hrsg.): Synode geht: Ansprachen, Predigten und Briefe. Herder, Freiburg 2017, ISBN 978-3-451-37868-3.